# Саврасово (Химки)
Саврасово — квартал в микрорайоне Сходня городского округа Химки Московской области России. В 1975 году деревня Солнечногорского района Саврасово вошла в черту города Сходня; с 15 сентября 2004 года и сам город Сходня вошёл в состав Химок. 

## История
16 марта 1971 года из Подолинского с/с Солнечногорского района в административное подчинение городу Сходня были переданы селения Морщихино, Саврасово и Усково.
5 февраля 1975 года Решением Мособлисполкома №141 от 05.02.1975  административно подчинённые городу Сходня селения Морщихино и Саврасово были включены в черту города Сходня.
Включённые в черту города Химки упразднённые населённые пункты в 2005 году были преобразованы в микрорайоны и их кварталы; Саврасово стало городским кварталом